# Karl Oberdisse
Karl Oberdisse (* 18. März 1903 in Bochum; † 8. Januar 2002) war ein deutscher Mediziner. Er war Professor für Innere Medizin und Rektor an der Heinrich-Heine-Universität Düsseldorf.

## Leben
Oberdisse studierte von 1922 bis 1927 in Freiburg im Breisgau Medizin und wurde zum Dr. med. promoviert. Er trat 1933 der SA bei. Im Jahr 1935 habilitierte er sich an der Universitätsklinik Würzburg und ab 1936 war er Privatdozent an der Universität Würzburg. Am 9. Juli 1937 beantragte er die Aufnahme in die NSDAP und wurde rückwirkend zum 1. Mai desselben Jahres aufgenommen (Mitgliedsnummer 4.403.245). In Würzburg wurde er 1942 zum außerplanmäßigen Professor ernannt. Nach dem Krieg arbeitete er ab 1947 als Chefarzt im Knappschaftskrankenhaus Bochum-Langendreer und 1954 in der gleichen Position an der Medizinischen Klinik der Städtischen Krankenanstalten Wuppertal-Elberfeld. 1951 war er zum außerplanmäßigen Professor der Medizinischen Akademie Düsseldorf ernannt worden. Im Frühjahr 1953 unternahm er als Mitglied einer Arbeitsgruppe um Walter Fachmann, Heinrich Kraut, Siegfried Walter Souci und anderen zum Thema Food and Nutrition eine Studienreise in die USA, über die 1955 berichtet wurde.
Nach der Umhabilitierung an der Medizinischen Fakultät Düsseldorf wurde er 1956 ordentlicher Professor für Innere Medizin und Direktor der 2. Medizinischen Klinik und Poliklinik der Medizinischen Akademie der späteren Universität Düsseldorf, deren Gründungsrektor er von 1965/1966 war. Zudem übernahm er 1957 zusätzlich das Amt als Leiter des Institutes für Ernährungsberatung und Diätetik, das er bis zu seiner Emeritierung im Jahr 1971 leitete. Von 1965 bis 1972 war er Hauptschriftleiter der seit 1965 bestehenden Zeitschrift Diabetologia. Oberdisse war Gründer des Diabetes-Forschungsinstituts an der Universität Düsseldorf und zeitweise Vorsitzender der Deutschen Diabetes-Gesellschaft, der Deutschen Gesellschaft für Endokrinologie, der Deutschen Gesellschaft für Innere Medizin. Er war Präsident des dritten Kongresses der International Diabetes Federation.
Karl Oberdisse war evangelisch, verheiratet und hatte drei Kinder.

## Ehrungen und Mitgliedschaften
Oberdisse war Ehrenmitglied und Vizepräsident der Deutschen Gesellschaft für Ernährung (DGE) sowie Gründer und langjähriger Leiter des Institutes für Ernährungsberatung und Diätetik der DGE an der Heinrich-Heine-Universität Düsseldorf. Er war außerdem Träger hoher nationaler und internationaler Auszeichnungen wie der Langerhans-Plakette der Deutschen Diabetes-Gesellschaft (1975) und des großen Verdienstkreuzes der Bundesrepublik Deutschland (1978) sowie Ehrenmitglied mehrerer wissenschaftlicher Gesellschaften.
Er war von 1966 bis 1973 Mitglied des Bundesgesundheitsrats, seit 1966 Mitglied der Leopoldina und seit 1958 Träger der Claude-Bernard-Medaille.
Die Nordrhein-Westfälische Gesellschaft für Endokrinologie und Diabetologie e. V. verleiht seit 1997 den nach ihm benannten Karl-Oberdisse-Preis.

## Veröffentlichungen (Auswahl)
- mit E. Klein und D. Reinwein: Die medikamentöse Behandlung der Schilddrüsenerkrankungen. 2. Auflage 1980.
- als Hrsg.: Handbuch der Inneren Medizin. Kapitel Diabetes. 1975/1976.